# Associateur
Pour le terme religieux, voir Mouchrikoun.
Dans une algèbre ou un anneau non nécessairement associative, l'associateur de trois éléments x, y et z, noté A(x,y,z) est défini par  {\displaystyle A(x,y,z)=x(yz)-(xy)z\,}.

Il est parfois noté aussi {\displaystyle [x,y,z]\,} s'il n'y a pas de risque de confusion avec un produit mixte.

L'associativité est exprimée par la nullité de la fonction A sur tous les triplets.

L'alternativité est exprimée par l'égalité {\displaystyle A(x,x,y)=A(y,x,x)=0\,} pour tout couple d'éléments (x,y).
L'associateur est un opérateur trilinéaire.
L'associateur permet de définir le noyau de la structure, à savoir l'ensemble des x tels que  pour y et z quelconques, on a {\displaystyle A(x,y,z)=A(y,x,z)=A(y,z,x)=0}.